# Liguilla Pre-Libertadores de América
La Liguilla Pre-Libertadores de América era un torneo de fútbol que disputaron los mejores equipos de la Primera División Profesional de Uruguay al finalizar cada temporada desde 1974 hasta 2009. Determinaba los equipos clasificados para los torneos de la Confederación Sudamericana de Fútbol, en especial para la Conmebol Libertadores (Copa Libertadores de América durante la existencia del torneo, de ahí su nombre). 
Luego de que tanto en 2010 como en 2011 el torneo no se disputó por falta de tiempo en el calendario, la Asociación Uruguaya de Fútbol determinó que este torneo ya no se dispute más.

## Historia
El torneo se empezó a jugar en 1974 bajo el nombre de Liguilla Pre-Libertadores de América. La edición de 1974 fue disputada por 6 equipos, los 4 primeros clasificados del "Torneo Campeones Olímpicos" (torneo especial que se disputó a principios de esa temporada) y el campeón y Vicecampeón del Campeonato Uruguayo.
De 1975 a 1978, el Torneo Liguilla era disputado también por 6 equipos. Estos equipos eran nuevamente el campeón y Vicecampeón Uruguayo y los 4 primeros clasificados de la Liga Mayor.
A partir de 1979 lo empezaron a disputar los equipos mejor ubicados de la Primera división uruguaya al culminar cada temporada de la misma. 
Hasta 2000 clasificaba a los dos mejores equipos a la Copa Libertadores de América.
Desde 1991 hasta 1997, los 2 equipos ubicados por detrás de los 2 clasificados a la Libertadores clasificaban a la Copa Conmebol.
En 1998 solo el ganador de la Liguilla clasificó a la Libertadores, y sus 2 inmediatos perseguidores a la Conmebol.
Desde 1998 el Campeón uruguayo clasifica directamente a la Libertadores, por lo cual dejó de participar en la Liguilla. Previo a ello, si el campeón uruguayo no quedaba entre los dos primeros de la liguilla, tenía la chance de calificar a la copa disputando un duelo ante el segundo de la liguilla.
Pero desde la temporada 2005/06 en adelante el campeón volvió a participar de este torneo, aunque solo fuese para buscar un lugar en la Copa Sudamericana, para lo cual su único objetivo era finalizar entre los cuatro mejores entre los seis participantes.
En 2001 y 2002 solo clasificó un equipo a la Libertadores, además del Campeón uruguayo y el ganador del Torneo Clasificatorio (parte del Campeonato uruguayo). En 2002 el Campeón y el subcampeón uruguayo clasificaron a la Copa Sudamericana.
En 2003 y 2004 la Liguilla clasificaba un equipo a la Libertadores y a otro a la Sudamericana. El Campeón uruguayo también clasificaba a la Sudamericana. En 2004 el ganador del Torneo Clasificatorio también clasificaba a la Libertadores, pero dicho equipo también fue el Campeón uruguayo, y clasificó de ambas formas.
En la temporada 2005-06 el torneo pasó a llamarse Copa Artigas. Desde entonces clasifica a dos equipos a la Libertadores (el ganador clasifica directo a la segunda fase y el segundo a la primera fase de la Libertadores, además del Campeón que clasifica a la segunda fase de la Copa) y a dos equipos a la Sudamericana. Para la temporada 2008-2009 se volvió a la denominación original. 
Se suspendió temporalmente su realización para la temporada 2009-10 por la realización del Mundial 2010 en Sudáfrica. Lo cierto es que la temporada siguiente tampoco se jugó, esta vez a causa de la Copa América 2011. En el 2011 la Asamblea de Clubes de la AUF aprobó la discontinuación del torneo, debido a la facilidad que presenta la Tabla Anual del campeonato uruguayo para la clasificación a los torneos continentales. Quedará fijo de esta manera Peñarol como el más ganador de esta competencia con 12 consagraciones, seguido por Nacional y Defensor Sporting con 8 cada uno; siendo Cerro el último campeón de la misma.

## Torneos disputados
| Año     | N.º     | Campeón              | Clasificados a Copa Libertadores        | Notas                            | Nº de clubes | Máximo goleador | Goles   |
| 1974    | 1°      | Peñarol              | Peñarol, Wanderers                      |                                  | 6            | Fernando Morena (Peñarol) | 9       |
| 1975    | 2°      | Peñarol              | Peñarol, Nacional                       |                                  | 6            | Fernando Morena (Peñarol) | 5       |
| 1976    | 3°      | Defensor             | Defensor, Peñarol                       |                                  | 6            | Fernando Morena (Peñarol) | 12      |
| 1977    | 4°      | Peñarol              | Peñarol, Danubio                        |                                  | 6            | Fernando Morena (Peñarol) | 4       |
| 1978    | 5°      | Peñarol              | Peñarol, Nacional                       |                                  | 6            | Alfredo de Los Santos (Nacional) | 7       |
| 1979    | 6°      | Defensor             | Defensor, Nacional                      |                                  | 6            | Julio César Morales (Nacional) | 4       |
| 1980    | 7°      | Peñarol              | Peñarol, Bella Vista                    | Nacional no jugó (campeón CL)    | 6            | Venancio Ramos (Peñarol) Rubén Paz (Peñarol) Eduardo Acevedo (Cerro) Ariel Krasouski (Wanderers)                                                                                     | 3       |
| 1981    | 8°      | Defensor             | Defensor, Peñarol                       |                                  | 6            | Miguel Caillava (Defensor) | 4       |
| 1982    | 9°      | Nacional             | Nacional, Wanderers                     | Peñarol no jugó (campeón CL)     | 6            | Wilmar Cabrera (Nacional) | 4       |
| 1983    | 10°     | Danubio              | Danubio, Nacional                       |                                  | 6            | Pedro Pedrucci (Nacional) Aldo Azzinnari (Defensor) Ruben Sosa (Danubio) | 3       |
| 1984    | 11°     | Peñarol              | Peñarol, Bella Vista                    |                                  | 6            | José Luis Zalazar (Peñarol) | 6       |
| 1985    | 12°     | Peñarol              | Peñarol, Wanderers                      |                                  | 6            | Pablo Bengoechea (Wanderers) | 6       |
| 1986    | 13°     | Peñarol              | Peñarol, Progreso                       |                                  | 8            | César Pereira (Central Español) | 7       |
| 1987    | 14°     | Montevideo Wanderers | Wanderers, Nacional                     | Peñarol no jugó (campeón CL)     | 6            | Ernesto Vargas (Nacional) | 4       |
| 1988    | 15°     | Peñarol              | Peñarol, Danubio                        | Nacional no jugó (campeón CL)    | 6            | Carlos Aguilera (Peñarol) | 5       |
| 1989    | 16°     | Defensor Sporting    | Defensor Sp., Progreso                  |                                  | 6            | Sergio Martínez (Defensor Sporting) | 8       |
| 1990    | 17°     | Nacional             | Nacional, Bella Vista                   |                                  | 6            | Julio César Dely Valdés (Nacional) Alberto Cardaccio (Nacional) | 3       |
| Año     | N.º     | Campeón              | Clasificados a Copa Libertadores        | Clasificados a Copa Conmebol     | Nº de clubes | Máximo goleador | Goles   |
| 1991    | 18°     | Defensor Sporting    | Defensor Sp., Nacional                  | Peñarol, Danubio                 | 6            | Alejandro Larrea (Central Español) José Chilelli (Defensor Sporting) Sergio Martínez (Peñarol) Yubert Lemos (Nacional)                                                               | 4       |
| 1992    | 19°     | Nacional             | Nacional, Bella Vista                   | Danubio, Peñarol                 | 6            | Enrique Ferraro (Bella Vista) Juan Alberto Acosta (Bella Vista) Gerardo Miranda (Nacional) Martín Rodríguez (Peñarol) Darío Silva (Defensor Sporting) Osvaldo Canobbio (River Plate) | 3       |
| 1993    | 20°     | Nacional             | Nacional, Defensor Sp.                  | Peñarol, Danubio                 | 6            | Pablo Bengoechea (Peñarol) | 4       |
| 1994    | 21°     | Peñarol              | Peñarol, Cerro                          | Defensor Sp., Sud América        | 6            | Gabriel Álvez (Defensor Sporting) | 6       |
| 1995    | 22°     | Defensor Sporting    | Defensor Sp., Peñarol                   | River Plate, Porongos            | 8            | Néstor Correa (Liverpool) | 6       |
| 1996    | 23°     | Nacional             | Nacional, Peñarol                       | Danubio, Defensor Sp.            | 8            | Álvaro Recoba (Nacional) | 6       |
| 1997    | 24°     | Peñarol              | Peñarol, Nacional                       | Huracán Buceo, River Plate       | 8            | Mario Barilko (Nacional) | 6       |
| 1998    | 25°     | Bella Vista          | Nacional (CU), Bella Vista              | Rentistas, River Plate           | 4            | Ignacio Borjas (Peñarol) Diego Alonso (Bella Vista) Luis Cor (Rentistas) | 2       |
| 1999    | 26°     | Nacional             | Peñarol (CU), Nacional, Bella Vista     |                                  | 6            | Ignacio Risso (Danubio) | 6       |
| 2000    | 27°     | Defensor Sporting    | Nacional (CU), Defensor Sp., Peñarol    |                                  | 6            | Carlos Bueno (Peñarol) Eliomar Marcón (Defensor Sporting) | 7       |
| 2001    | 28°     | Montevideo Wanderers | Nacional (CU), Peñarol (Cl.), Wanderers |                                  | 4            | Walter Gugliemone (Wanderers) | 4       |
| 2002    | 29°     | Fénix                | Nacional (CU), Peñarol (TC), Fénix      |                                  | 4            | Diego Perrone (Danubio) Germán Hornos (Fénix) Martín Ligüera (Fénix) | 3       |
| Año     | Nº      | Campeón              | Clasificados a Copa Libertadores        | Clasificados a Copa Sudamericana | Nº de clubes | Máximo goleador | Goles   |
| 2003    | 30°     | Fénix                | Peñarol (CU), Nacional (2° CU), Fénix   | Peñarol (CU), Danubio            | 8            | Gonzalo Gutiérrez (Danubio) | 6       |
| 2004    | 31°     | Peñarol              | Danubio (CU), Nacional (2° CU), Peñarol | Danubio (CU), Defensor Sp.       | 10           | Sebastián Taborda (Defensor Sporting) Andrés Rodríguez (Defensor Sporting) Carlos Bueno (Peñarol)                                                                                    | 3       |
| 2005    | No hubo | No hubo              | No hubo                                 | No hubo                          | No hubo      | No hubo | No hubo |
| 2005-06 | 32°     | Defensor Sporting    | Nacional (CU), Defensor Sp., Danubio    | Nacional, Central Español        | 6            | Gonzalo Castro (Nacional) Juan Manuel Olivera (Danubio) | 5       |
| 2006-07 | 33°     | Nacional             | Danubio (CU), Nacional, Wanderers       | Danubio, Defensor Sp.            | 6            | Gonzalo Castro (Nacional) Diego Chaves (Wanderers) | 3       |
| 2007-08 | 34°     | Nacional             | Defensor Sp. (CU), Nacional, Peñarol    | Defensor Sp., River Plate        | 6            | Diego Vera (Nacional) Martín Peula (Rampla Juniors) | 4       |
| 2008-09 | 35°     | Cerro                | Nacional (CU), Cerro, Racing            | River Plate, Liverpool           | 6            | Joaquín Boghossian (Cerro) | 7       |

Notas: los paréntesis indican cuando un equipo logró la clasificación a la copa internacional a través de un evento ajeno a la Liguilla pre-Libertadores.

(campeón CL): indica que el equipo fue campeón de la última Copa Libertadores y por ende, clasifica directo a la siguiente y no participó de la Liguilla ese año.

(CU): Indica que el equipo clasifica como Campeón Uruguayo.

(2° CU): Indica que el equipo clasifica como subcampeón Uruguayo.

(TC): Indica que el equipo clasifica como campeón del Torneo Clasificatorio.

## Títulos por equipo
| Club                 | Títulos | Años campeón                                                            |
| Peñarol              | 12      | 1974, 1975, 1977, 1978, 1980, 1984, 1985, 1986, 1988, 1994, 1997, 2004. |
| Defensor Sporting    | 8       | 1976, 1979, 1981, 1989, 1991, 1995, 2000, 2005-06.                      |
| Nacional             | 8       | 1982, 1990, 1992, 1993, 1996, 1999, 2006-07, 2007-08.                   |
| Montevideo Wanderers | 2       | 1987, 2001.                                                             |
| Fénix                | 2       | 2002, 2003.                                                             |
| Danubio              | 1       | 1983.                                                                   |
| Bella Vista          | 1       | 1998.                                                                   |
| Cerro                | 1       | 2008-09.                                                                |

## Clasificación histórica
Tabla histórica de la Liguilla Pre-Libertadores de América de Uruguay. Es un resumen estadístico desde el inicio (temporada 1974) hasta el fin (temporada 2008-09) de este torneo.
Se listan los equipos que han participado en esta competición. Debido a que con los años ha variado la forma de contabilizar las victorias (antes sumaban 2 puntos, y luego 3), esta lista se ha realizado aplicando la regla de 3 puntos por victoria.
Fuente: Tabla histórica
| Pos. | Club                 | Part. | PJ  | PG | PE | PP | GF  | GC  | Dif. | Puntos | Títulos |
| ---- | -------------------- | ----- | --- | -- | -- | -- | --- | --- | ---- | ------ | ------- |
| 1°   | Peñarol              | 27    | 153 | 88 | 37 | 28 | 285 | 142 | +143 | 301    | 12      |
| 2°   | Nacional             | 26    | 139 | 73 | 33 | 33 | 245 | 152 | +93  | 252    | 8       |
| 3°   | Defensor Sporting    | 30    | 162 | 65 | 46 | 51 | 236 | 182 | +54  | 241    | 8       |
| 4°   | Danubio              | 21    | 110 | 43 | 31 | 36 | 151 | 151 | 0    | 160    | 1       |
| 5°   | Montevideo Wanderers | 19    | 96  | 32 | 25 | 39 | 130 | 140 | -10  | 121    | 2       |
| 6°   | Bella Vista          | 13    | 69  | 27 | 21 | 21 | 84  | 85  | -1   | 102    | 1       |
| 7°   | Liverpool            | 10    | 54  | 19 | 7  | 28 | 79  | 95  | -16  | 64     | -       |
| 8°   | River Plate          | 13    | 66  | 14 | 15 | 37 | 89  | 119 | -30  | 57     | -       |
| 9°   | Cerro                | 10    | 53  | 12 | 14 | 27 | 69  | 112 | -43  | 50     | 1       |
| 10°  | Fénix                | 6     | 28  | 11 | 4  | 13 | 37  | 43  | -6   | 37     | 2       |
| 11°  | Huracán Buceo        | 8     | 39  | 7  | 12 | 20 | 43  | 69  | -26  | 33     | -       |
| 12°  | Progreso             | 5     | 29  | 6  | 14 | 9  | 37  | 48  | -11  | 32     | -       |
| 13°  | Racing               | 2     | 12  | 7  | 3  | 2  | 17  | 15  | +2   | 24     | -       |
| 14°  | Central Español      | 5     | 26  | 5  | 8  | 13 | 28  | 42  | -14  | 23     | -       |
| 15°  | Deportivo Maldonado  | 1     | 8   | 3  | 3  | 2  | 9   | 8   | +1   | 12     | -       |
| 16°  | Rentistas            | 4     | 17  | 3  | 3  | 11 | 19  | 37  | -18  | 12     | -       |
| 17°  | Tacuarembó           | 2     | 10  | 3  | 2  | 5  | 6   | 12  | -6   | 11     | -       |
| 18°  | Sud América          | 3     | 15  | 2  | 5  | 8  | 14  | 26  | -12  | 11     | -       |
| 19°  | Rampla Juniors       | 4     | 22  | 2  | 3  | 17 | 16  | 56  | -40  | 9      | -       |
| 20°  | Porongos             | 1     | 7   | 1  | 4  | 2  | 7   | 12  | -5   | 7      | -       |
| 21°  | Cerrito              | 1     | 4   | 1  | 1  | 2  | 5   | 6   | -1   | 4      | -       |
| 22°  | Miramar Misiones     | 2     | 10  | 0  | 4  | 6  | 6   | 16  | -10  | 4      | -       |
| 23°  | Frontera Rivera      | 1     | 7   | 1  | 1  | 5  | 9   | 22  | -13  | 4      | -       |
| 24°  | Plaza Colonia        | 2     | 6   | 0  | 2  | 4  | 2   | 9   | -7   | 2      | -       |
| 25°  | Punta del Este       | 1     | 3   | 0  | 0  | 3  | 2   | 11  | -9   | 0      | -       |
| 26°  | Río Negro            | 1     | 3   | 0  | 0  | 3  | 1   | 16  | -15  | 0      | -       |

### Datos estadísticos
- Goleador histórico:  Fernando Morena de Peñarol con 38 goles.

- Mayores goleadas registradas:
-  River Plate 8–0 Río Negro (1997).
-  Nacional 8–1  Frontera Rivera (1995).

- Empate con mayor cantidad de goles:
- Ceibal (Salto) 5–5 Huracán Buceo (Primera Fase - 1996)